# Православное братство Литвы
Православное братство Литвы — некоммерческая просветительно-культурная общественная организация граждан Литовской Республики православного вероисповедания. В соответствии с уставом, организация, наследуя традиции Виленских братств, ставит своей целью служение нуждам и благу православных людей Литвы.

## В конце XVI—XVIII в
Первоначально было создано в XVI веке и именовалось Свято-Троицким Виленским Православным братством. В 1587 году митрополит Онисифор благословил «братство церковное иметь» при церкви Св. Троицы, разрешил напечатать устав братства и учредить при нём школу; братчикам принадлежал Сретенский придел Троицкого храма.
Главными целями Братства помимо поддержки православных храмов были записаны содержание учащихся и типографии. В июне 1588 года во время посещения Вильны, Константинопольским Патриархом Иеремией II, был скреплён особой печатью «Чин» братства, в выдана грамота братчикам, предписывающая иметь типографию и школу с изучением греческого, латинского и словянского языков. В 1589 году польский король Сигизмунд III Ваза утвердил корпорацию братчиков и предоставил ей право самоуправления, в 1592 году освободил от уплаты городских повинностей и налогов.
Первоначально бо́льшую часть братчиков составляли ремесленники, после Брестского Собора 1591 года, подтвердившего ставропигиальный статус братства, в Виленское братство также входили дворяне. Высшим органом братства являлись общие собрания. Для ведения текущих дел избирались годовые старосты, они же представляли интересы братства в государственных учреждениях. Заведование хозяйством и казной поручалось 4 выборным ключникам.
В 1609 году, когда все православные храмы Вильны, за исключением Свято-Духовского, перешли в унию, противодействие распространению унии стало одним из главных направлений деятельности Братства.
В 1648 году братская типография прекратила работу. В 1749 году сгорели корпуса братской школы, после чего занятия в школе не возобновились. В 1795 году, после 3-го раздела Польши, Вильна вошла в состав Российской империи, Виленская губерния стала частью Минской епархии. Минский архиерей принял Свято-Духов монастырь в своё непосредственное управление, а приписные к монастырю церковные учреждения сделал самостоятельными. Виленские братчики сочли, что это ущемляет их права, и обратились с жалобой в Святейший Синод. Жалоба не была удовлетворена, братство вскоре перестало существовать.

## Вторая половина XIX — начало XX века
Возобновлено Виленское братство было в 1865 году при митрополите Иосифе (Семашко) в связи с необходимостью укрепления Православия в Северо-Западном крае после подавления восстания в 1863 года. Братство проявляло особую заботу о строительстве новых и восстановлении разрушенных православных храмов. По его инициативе в Вильне в конце XIX — начале XX века были построены четыре храма: во имя архангела Михаила и во имя князя Александра Невского, в честь иконы Божией Матери «Знамение», Константино-Михайловский. Последним попечителем и председателем совета братства был архиепископ Литовский (с 22 декабря 1913, будущий Патриарх Московский святой Тихон. В августе 1915 года в связи с приближением фронта большая часть духовенства и мирян уехала в Россию, и после оккупации западной территории Российской империи немецкими войсками деятельность Виленского братства прекратилась.

## Современное состояние
В 1995 года, по инициативе представителей от православных приходов и обществ Виленской и Литовской епархии, в г. Вильнюсе было проведено собрание, на котором ставился вопрос о возрождении Братства. На собрании, которое возглавил архиепископ (позднее — митрополит) Вильнюсский и Литовский Хризостом, был принят Устав, в котором изложены цель создания Братства, направления его деятельности. В 2000 году была принята новая редакция Устава Братства.
Председателем Православного Братства Литвы был избран настоятель Каунасского Благовещенского собора иерей Анатолий Стальбовский. Православное Братство является неприбыльной просветительно-культурной общественной организацией.
Деятельность Братства предусматривает различные виды служения: помощь православным приходам, религиозно-духовное просвещение и воспитание, забота о сохранении и развитии православных культурных традиций, разные формы социального служения. Членом Братства может быть гражданин Литвы православного вероисповедания, признающий Устав, цели и задачи Братства и желающий помогать воплощению их в жизнь.
С самого начала своей деятельности Братство особенно активно стало проводить работу с детьми и молодежью. С 1996 года в г. Паланге и в поселке Ужусаляй ежегодно проводятся летние христианские лагеря.
Братство в содружестве с Русским драматическим театром устраивает праздничное представление, после которого дети получают рождественские подарки.
Для студентов и молодежи старшего возраста усилиями братчиков проводятся мероприятия на праздники Рождество Христово Рождества Христова, Пасхи.